# Johnny Hoogerland
Johnny Hoogerland (* 13. Mai 1983 in Yerseke) ist ein ehemaliger niederländischer Radrennfahrer.

## Sportliche Laufbahn
Johnny Hoogerland gewann 2001 die Junioren-Austragung der Ronde van Vlaanderen. 2003 kam er in das Farmteam der Profimannschaft Quick Step-Davitamon, wo er den dritten Platz beim Straßen-Eintagesrennen Paris–Tours für U23-Fahrer belegte. Im nächsten Jahr wechselte er zu Van Hemert-Eurogifts. In seiner zweiten Saison dort wurde er in der U23-Klasse Zweiter beim Radrennen Paris–Roubaix und Dritter im Straßenrennen der niederländischen Meisterschaft. 2006 wechselte er zu Jartazi-7Mobile, wo er den Grote Prijs Briek Schotte für sich entschied. Seit 2007 fuhr Hoogerland für das niederländische Continental Team Van Vliet-EBH-Advocaten (2008: Van Vliet-EBH Elshof). In seinem ersten Jahr dort gewann er eine Etappe bei der Slowakei-Rundfahrt und wurde Achter der Gesamtwertung. Von 2009 bis 2013 war er bei Vacansoleil unter Vertrag.
Seine erste Tour de France bestritt Hoogerland 2011 und errang insgesamt fünfmal die Führung der Bergwertung. Während der 9. Etappe der Tour de France 2011 wurde ihm der Preis für den kämpferischsten Fahrer (neben Juan Antonio Flecha) zuerkannt. Sie fuhren beide in der Spitzengruppe, als sie von einem Begleitfahrzeug von France Télévisions zu Fall gebracht wurden. Hoogerland stürzte dabei in einen Stacheldrahtzaun. Beide erreichten das Etappenziel schwer verletzt mit großem Rückstand, und Hoogerland musste mit 33 Stichen genäht werden. Im Jahr darauf verklagte Hoogerland die Produktionsfirma Euro Média, da trotz außergerichtlicher Verhandlung zunächst keine gütliche Einigung wegen eines Schmerzensgeldes erreicht werden konnte. Der Fahrer litt nach eigenen Angaben nach dem Unfall ein Jahr lang unter Rückenschmerzen, Stimmungsschwankungen und Schlaflosigkeit. Im November 2014 erhielt er eine Entschädigung von der Versicherung.
Anfang Februar 2013 wurde Hoogerland beim Training an der spanischen Costa Blanca erneut von einem Auto angefahren und schwer verletzt. In derselben Saison wurde er niederländischer Meister im Straßenrennen.
Im Jahr 2014 fuhr er für die italienische Mannschaft Androni Giocattoli-Venezuela. Nachdem er sich an Silvester 2014 über Twitter wegen aus seiner Sicht ausstehender Gehaltszahlungen beklagte, verklagte ihn sein ehemaliger Arbeitgeber im Januar 2015 wegen Verleumdung und übler Nachrede.
2016 beendete Johnny Hoogerland seine Radsportlaufbahn, war aber noch für sein letztes Team Roompot Oranje Peloton als ambassadeur tätig. 2017 wurde bekannt, dass er und seine Frau eine Pension in Österreich erworben haben und nach Kärnten umziehen.
2019 gewann er beim Katwijk Fietst Strandrace sein erstes Strandrennen.
2021 gewann er den Ötztaler Radmarathon.

## Erfolge
2004
- eine Etappe Ruban Granitier Breton

2007
- eine Etappe Slowakei-Rundfahrt

2008
- eine Etappe Clásico Ciclístico Banfoandes

2009
- Gesamtwertung und eine Etappe Driedaagse van West-Vlaanderen

2011
- Acht van Chaam

2013
- Niederländischer Meister – Straßenrennen

## Grand-Tour-Platzierungen
| Grand Tour            | 2009 | 2010 | 2011 | 2012 | 2013 | 2014 | 2015 | 2016 |
| --------------------- | ---- | ---- | ---- | ---- | ---- | ---- | ---- | ---- |
| Giro d’ItaliaGiro     | –    | –    | 57   | –    | –    | 105  | –    | –    |
| Tour de FranceTour    | –    | –    | 72   | 57   | 101  | –    | –    | –    |
| Vuelta a EspañaVuelta | 12   | –    | –    | –    | DNF  | –    | –    | –    |

## Teams
- 2003 Quick Step-Davitamon-Latexco
- 2004 Van Hemert-Eurogifts
- 2005 Eurogifts.com
- 2006 Jartazi-7Mobile
- 2007 Van Vliet-EBH-Advocaten
- 2008 Van Vliet-EBH Elshof
- 2009 Vacansoleil
- 2010 Vacansoleil
- 2011 Vacansoleil-DCM
- 2012 Vacansoleil-DCM
- 2013 Vacansoleil-DCM
- 2014 Androni Giocattoli-Venezuela
- 2015 Roompot Oranje Peloton
- 2016 Roompot Oranje Peloton